# Grande lèvre
Pour les articles homonymes, voir Lèvre (homonymie).
Les grandes lèvres, appelées aussi lèvres externes (labia majora en latin), font partie de la vulve, l'appareil génital féminin externe. Elles forment deux grands replis cutanés couvrant complètement la vulve, s’étirant longitudinalement de la base du mont du pubis, au bas du ventre, puis vers le bas et l’arrière jusqu’au périnée. Avec les petites lèvres, elles constituent les lèvres vaginales.

## Embryologie
Lors de la phase embryonnaire, les grandes lèvres se développent à partir de plis labioscrotaux. Cela signifie qu'ils se développent chez le fœtus féminin à partir de la même structure anatomique précédemment indifférenciée sexuellement que le scrotum, le sac de peau sous le pénis chez les hommes.
Le scrotum et les grandes lèvres se développent pour présenter à la fois des similitudes et des différences cruciales. Comme le scrotum, les grandes lèvres après la puberté peuvent devenir d'une couleur plus foncée que la peau à l'extérieur, et, de même, faire pousser des poils pubiens sur leur surface externe. Mais, lors de la différenciation sexuelle du fœtus, les plis labioscrotaux chez les mâles fusionnent normalement longitudinalement au milieu, formant un sac pour que les gonades mâles (testicules) y descendent du bassin, tandis que chez les femelles, ces plis ne fusionnent normalement pas, formant les deux grandes lèvres et la fente vulvaire entre elles. Les gonades femelles (ovaires) ne descendent pas du bassin, ainsi la structure des grandes lèvres peut sembler plus simple (juste du tissu adipeux recouvert de peau) et de moindre importance pour le fonctionnement du corps féminin dans son ensemble que le scrotum avec des testicules pour les hommes. La crête ou la rainure restante de la fusion peut être tracée sur le scrotum.
Dans certains cas d'intersexualité avec troubles du développement du sexe, les organes génitaux masculins / féminins peuvent sembler ambigus pour les deux sexes avec un phallus trop petit pour un pénis typique mais trop gros pour un clitoris, une ouverture urétrale externe dans un endroit atypique ou des lèvres / scrotum entièrement ou partiellement fusionnés mais sans gonades descendantes. Des testicules non descendus, cependant, peuvent également survenir chez des nourrissons de sexe masculin autrement en bonne santé.

## Anatomie
Les grandes lèvres constituent les limites latérales de la fente vulvaire, qui contient les petites lèvres, les sillons interlabiaux, le capuchon du clitoris, le gland du clitoris, le frein du clitoris et le vestibule vulvaire, qui contient les ouvertures externes de l'urètre et du vagin . Chaque grande lèvre a deux surfaces, une externe, pigmentée et couverte de poils pubiens épais; et une interne, lisse et couverte de follicules sébacés. Les grandes lèvres sont couvertes d'épithélium pavimenteux (de l'épithélium constitué de cellules aplaties, polyédriques, juxtaposées). Entre les deux, il y a une quantité considérable de tissu aréolaire, de graisse et un tissu ressemblant au muscle dartos du scrotum, en plus des vaisseaux, des nerfs et des glandes.
Les grandes lèvres sont plus épaisses à l'avant et forment la commissure labiale antérieure où elles se rencontrent sous le mont du pubis. À l'arrière, ils ne sont pas vraiment joints, mais semblent se perdre dans le tégument voisin, se terminant près et presque parallèlement les uns aux autres. Avec la peau de connexion entre eux, ils forment une autre commissure la commissure labiale postérieure qui est également la limite postérieure du pudendum. L'intervalle entre la commissure postérieure et l'anus, de 2,5 à 3 cm de long, constitue le périnée. La région antérieure du périnée est connue sous le nom de triangle urogénital qui le sépare de la région anale. Entre les grandes lèvres et l'intérieur des cuisses se trouvent les sillons génito-cruraux. Entre les grandes lèvres et les petites lèvres se trouvent les sillons interlabiaux. Les grandes lèvres s'atrophient après la ménopause.
La taille des grandes lèvres est une particularité des espèces Homo sapiens et Pan paniscus : chez les autres hominoïdes, elles sont très réduites.
La commissure postérieure des grandes lèvres (commissura labiorum posterior en latin) est l'une des commissures situées au niveau de la vulve. Elle se trouve sous le frein des petites lèvres et au-dessus du raphé périnéal. Avec la commissure antérieure, elles sont deux entre les grandes lèvres. La commissure antérieure des grandes lèvres (commissura labiorum anterior en latin) est l'une des commissures situées au niveau de la vulve. Elle se trouve à 15 mm du gland du clitoris et juste en dessous du mont du pubis.